# 新烏克蘭卡 (拉茲傑利納亞區)
46°48′54″N 30°17′12″E / 46.81500°N 30.28667°E
新烏克蘭卡（烏克蘭語：Новоукраїнка）是位於烏克蘭西南部的村莊，由敖德萨州羅茲季利納區的羅茲季利納市鎮負責管轄。該村始建於1793年，面積4.07平方公里，海拔高度26米，2016年人口1,017，人口密度每平方公里253.31人。